# Franco Abussi
Francesco Abussi (* 2. Juli 1947 in Rom) ist ein italienischer Kameramann, Drehbuchautor und Filmregisseur.

## Leben
Abussi, der Neffe von Franco Prosperi begann 1970 als Kamera- oder Regieassistent in italienischen Filmen der Euro International Film. Als Kameramann war er 1975 und im darauffolgenden Jahr für zwei Filme verpflichtet – 1986 kehrte er einmalig zu dieser Aufgabe zurück und fotografierte La lingua –, bevor er 1980 den ersten Film des Komikers Ezio Greggio schrieb und inszenierte. Danach ging er zum Fernsehen und war in vielen Aufgabenbereichen für TG2 tätig. Insbesondere war er für das Dipartimento Scuola Educazione für die Kultursendungen verantwortlich.

## Filmografie
- 1980: Sbamm!